# Shanghang
Shanghang är ett härad inom staden Longyan i provinsen Fujian i sydöstra Kina. Det ligger omkring 300 kilometer väster om provinshuvudstaden Fuzhou. 
Under första hälften av 1930-talet var Shanghang bland de härad som kontrollerades av den Kinesiska sovjetrepubliken. Plats för Gutian-konferensen (Gutian huiyihuizhi 古田会议会址) som hölls december 1929–januari 1930 tillhör Folkrepubliken Kinas minnesmärken.

## Administrativ indelning
Shanghang är indelat i 17 köpingar och fem socknar (varav två etniska minoritetssocknar).
Köpingar (zhen):

- Baisha (白砂镇)
- Caixi (才溪镇)
- Chadi (茶地镇)
- Gutian (古田镇)
- Huyang (湖洋镇)
- Jiaoyang (蛟洋镇)
- Jiuxian (旧县镇)
- Lanxi (蓝溪镇)
- Lincheng (临城镇)
- Linjiang (临江镇)
- Nanyang (南阳镇)
- Rentian (稔田镇)
- Taiba (太拔镇)
- Tongxian (通贤镇)
- Xiadu (下都镇)
- Xikou (溪口镇)
- Zhongdu (中都镇)

Socknar (xiang):
- Buyun (步云乡)
- Panjing (泮境乡)
- Shanhu (珊瑚乡)

Etnisk minoritetssocknar (zu xiang):
- Guanzhuang (官庄畲族乡) (för shefolket)
- Lufeng (庐丰畲族乡)  (för shefolket)